# Pygommatius dasypogon
Pygommatius dasypogon là một loài ruồi trong họ Asilidae. Pygommatius dasypogon được Oldroyd miêu tả năm 1939.